# Tontawan Tantivejakul
Tontawan Tantivejakul (tiếng Thái: ต้นตะวัน ตันติเวชกุล, phiên âm: Ton-ta-van Tan-ti-vét-cha-cun, sinh ngày 7 tháng 11 năm 2000) còn có nghệ danh là Tu (ตู), là một nữ diễn viên và người mẫu người Thái Lan trực thuộc GMMTV. Cô xuất hiện lần đầu trong video âm nhạc của Ink Waruntorn Paonil cùng với Putthipong Assaratanakul (Billkin). Vai diễn đầu tiên của cô là vai nữ chính trong F4 Thailand: Boys Over Flowers, chuyển thể từ truyện tranh Nhật Bản Hana Yori Dango cùng với Vachirawit Chivaaree (Bright), bộ phim đã giúp cô được công chúng đón nhận.

## Cuộc sống và giáo dục
Tontawan sinh ra ở thủ đô Bangkok, Thái Lan vào ngày 7 tháng 11 năm 2000. Cô là em gái của nam diễn viên kiêm nhạc sĩ người Thái Lan, Tonhon Tantivejakul.  Mẹ cô là giáo sư ngành nghệ thuật giao tiếp tại Đại học Chulalongkorn, trong khi cha cô làm việc trong lĩnh vực truyền thông.
Cô theo học Prasarnmit Demonstration School của Đại học Srinakharinwirot dành cho cấp tiểu học và theo học trung học tại  Chulalongkorn University Demonstration School. Hiện tại, cô đang là sinh viên năm 5 ngành nha khoa tại Đại học Chulalongkorn.

## Sự nghiệp
Năm 2020, ở tuổi 19, Tu xuất hiện trong MV "Disappointed" (เหนื่อยใจ) của Waruntorn Paonil (Ink), cùng với Putthipong Assaratanakul (Billkin). Cuối năm đó, cô ký hợp đồng với GMMTV. Vào tháng 9 năm 2020, thông báo chính thức được đưa ra thông qua một đoạn giới thiệu rằng cô ấy sẽ ra mắt trong bộ phim chuyển thể từ truyện tranh Nhật Bản Hana Yori Dango, F4 Thái Lan: Vườn sao băng với vai nữ chính, Gorya. Cô ấy đã xuất hiện lần đầu tiên cùng với Vachirawit Chiva-aree trong sự kiện công bố dự án của GMMTV "GMMTV 2021: The New Decade Begins". Bộ phim được phát sóng vào ngày 18 tháng 12 năm 2021 trên GMM 25. 
Vào tháng 12 năm 2021, trong sự kiện GMMTV 2022: Borderless, Tu được thông báo sẽ đóng vai chính Kongkwan trong 10 Years Ticket cùng với Pawat Chittsawangdee ( Ohm), bộ phim bắt đầu phát sóng vào ngày 14 tháng 12 năm 2022 trên GMM 25. Vào tháng 9 năm 2022, Maki trong ' Zero in the Moonlight', một bộ phim ngắn ' Magic of Zero' cùng với Jirawat Sutivanichsak.
Tháng 9 năm 2023, cô được bổ nhiệm là đại sứ về mảng thời trang và trang sức của thương hiệu Dior Thái Lan

## MV Âm nhạc
| Năm  | Tên                           | Nghệ sĩ             | Kênh          | Ghi chú                                                  | Chú thích |
| ---- | ----------------------------- | ------------------- | ------------- | -------------------------------------------------------- | --------- |
| 2020 | 'Disappointed' (เหนื่อยใจ)      | Ink Waruntorn       | BOXX MUSIC    |                                                          | [ 15 ]    |
| 2021 | Who am I                      | Bright,Win,Dew,Nani | GMMTV Records | OST F4 Thailand: Boys Over Flowers                       | [ 16 ]    |
| 2023 | ตอนเธอหลับ                     | mints               | Whattheduck   | tham gia cùng [Vachirawich Watthanaphakdeephaisan( Ryu)] |           |
| 2023 | I DO: A Love Story in Bangkok | (G)I-DLE            | 88rising      | tham gia cùng Dew                                        |           |

## Phim
| Năm  | Tên                                  | Vai trò             | Kênh  | Chú thích |
| ---- | ------------------------------------ | ------------------- | ----- | --------- |
| 2021 | F4 Thailand: Boys Over Flowers       | Vai chính/ Gorya    | GMM25 | [ 17 ]    |
| 2022 | Magic of Zero: Zero In The Moonlight | Vai chính/ Maki     | GMM25 | [ 18 ]    |
| 2022 | 10 Years Ticket                      | Vai chính/ Kongkwan | GMM25 | [ 19 ]    |
| 2023 | Midnight Museum                      | Khách mời/ Bee      | GMM25 | [ 20 ]    |
| 2024 | Gia Tài Của Ngoại                    | Vai phụ/ Mui        | GDH   | [ 21 ]    |
| TBA  | Scarlet Heart (bản Thái)             | Vai chính           | GMM25 |           |

## Giải thưởng và đề cử
| Năm  | Giải thưởng                                                | Hạng mục                                          | Diễn viên                              | Kết quả   | Chú thích |
| ---- | ---------------------------------------------------------- | ------------------------------------------------- | -------------------------------------- | --------- | --------- |
| 2022 | Kazz Awards 2022                                           | Best Scene (cùng với Bright Vachirawit Chivaaree) |                                        | Đề cử     |           |
| 2022 | Kazz Awards 2022                                           | Rising Female of the Year                         | Tu Tontawan Tantivejakul - F4 Thailand | Đoạt giải |           |
| 2022 | MINT Awards 2022                                           | Rookie of the Year                                | Tu Tontawan Tantivejakul - F4 Thailand | Đề cử     |           |
| 2022 | HOWE Awards 2022                                           | Shining Actress Award                             | Tu Tontawan Tantivejakul - F4 Thailand | Đoạt giải |           |
| 2022 | The 3rd Mani Mekhala Awards (2022)                         | Outstanding Female Rising Star                    | Tu Tontawan Tantivejakul - F4 Thailand | Đoạt giải |           |
| 2022 | GQ Men of the Year Awards 2022                             | New Face of the Year                              | Tu Tontawan Tantivejakul - F4 Thailand | Đoạt giải | [ 22 ]    |
| 2022 | Content Asia Awards 2022                                   | Best Female Lead in a TV Programme                | Tu Tontawan Tantivejakul - F4 Thailand | Đề cử     |           |
| 2022 | Asian Academy Creative Awards (AAA) 2022: National Winners | Best Actress of the Year                          | Tu Tontawan Tantivejakul - F4 Thailand | Đề cử     | [ 23 ]    |